# Требиц (Бранденбург)
Требиц (њем. Tröbitz) општина је у њемачкој савезној држави Бранденбург. Једно је од 33 општинска средишта округа Елбе-Елстер. Према процјени из 2010. у општини је живјело 773 становника. Посједује регионалну шифру (AGS) 12062492.

## Географски и демографски подаци
Требиц се налази у савезној држави Бранденбург у округу Елбе-Елстер. Општина се налази на надморској висини од 114 метара. Површина општине износи 10,6 km². У самом мјесту је, према процјени из 2010. године, живјело 773 становника. Просјечна густина становништва износи 73 становника/km².